# كريستين فون كول
كريستين فون كول (بالدنماركية: Christine von Kohl)‏ هي كاتِبة ومترجمة وصحفية دنماركية، ولدت في 23 مارس 1923 في برلين في ألمانيا، وتوفيت في 23 يناير 2009 في فيينا في النمسا.